# Árchez
Árchez ist eine Gemeinde (municipio) mit 411 Einwohnern (Stand: 2024) in der Provinz Málaga in der Autonomen Region Andalusien im Süden Spaniens.

## Geographie
Árchez liegt an den Ausläufern der Sierra Almijara an der malerischen Mudéjar-Route, die sich durch einige der malerischsten weiß getünchten Dörfer der Axarquia schlängelt. Der Ort grenzt an Canillas de Albaida, Cómpeta und Sayalonga.

## Geschichte
Der genaue Ursprung des Ortes ist unbekannt, seine Architektur weist allerdings auf eine arabische Herkunft hin. Der Ort fiel 1487 unter die Herrschaft der Katholischen Könige und wurde von diesen als Feudalherrschaft vergeben, welche erst im 19. Jahrhundert endete. 1884 wurde der Ort bei einem Erdbeben schwer beschädigt.

## Bevölkerungsentwicklung
| 1842 | 1900 | 1950 | 1980 | 1990 | 2000 | 2010 | 2020 |
| ---- | ---- | ---- | ---- | ---- | ---- | ---- | ---- |
| 597  | 669  | 697  | 428  | 333  | 353  | 456  | 398  |

## Sehenswürdigkeiten
- Kirche Nuestra Señora de la Encarnación